# 대한민국의 야구 응원 문화

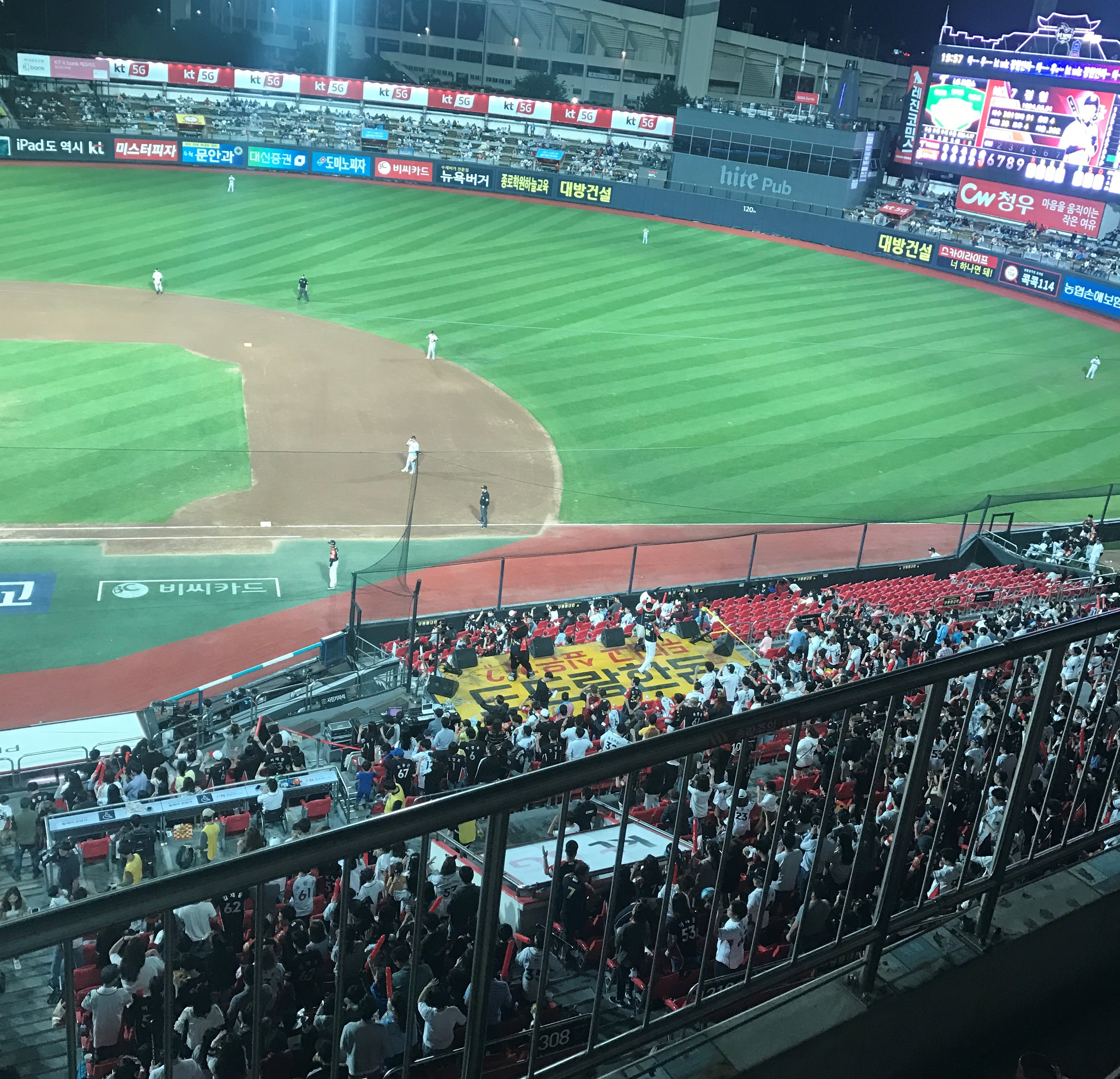

한국의 야구 응원 문화는 2000년대 초반에 시작되어 현재까지 이어지고 있다. 대한민국은 응원문화가 가장 활발한 나라라고도 할 수 있다. 10개의 프로구단이 있고 구단마다 구단별 특색이 담긴 다양한 응원방법이 존재한다. 한국의 야구 응원문화는 집단적이며 열광적이고 공감적이라는 특징을 가지고 있다. 이는 한국사회의 발전 과정에 영향을 받았다고 볼 수 있다. 특히 야구응원의 경우 쉬운 멜로디의 응원가, 공수교대 시간 이벤트, 다양한 먹거리 등으로 여성들에게도 인기가 많고 응원단상을 중심으로 야구장 대부분의 장소에서 응원이 이루어진다는 특징이 있다.

## 응원방식

### 응원가
한국 야구의 응원가는 구단별, 선수별 응원가로 구성되어 있다. 응원가는 한국의 응원문화의 핵심요소이다. 공격 시에만 응원하기 때문에 타자들만 개인 응원가가 존재하며, 타자들이 타석에 들어설 때 응원가를 부른다.타자별 응원가는 2007년 롯데가 시작했다. 응원가는 유명한 팝송이나 가요를 개사하여 만들어 관중들이 따라 부르기 쉽다. 미리 응원가를 배울 수 있는 어플리케이션이 있다.

### 응원도구
프로야구 초창기에는 북과 징, 꽹과리 등 전통적인 응원 도구들이 주를 이뤘다.  응원 도구로 대표적인 것은 막대풍선이다. 응원 도구로 막대 풍선을 처음 도입한 구단은 LG였는데 1990년대 초반 폴리에틸렌재질의 막대 풍선을 만들었고, 이는 인기를 끌었다.  막대 풍선은 별도의 빨대가 있어, 이를 주입구에 넣고 불어 사용했다. 응원도구로 막대 풍선을 이용한 것은 세계 최초였다.이제는 막대풍선을 완전히 재활용할 수 있기 때문에 응원시에만 사용하다가 공기를 빼서 보관할 수 있다.
과거 대표적인 응원도구는 롯데의 신문지,주황봉지 응원도구가 있었다. 주황봉지는 경기 후 쓰레기를 담아가는 용도로도 쓰였으나 현재 환경문제로 쓰이지 않고있다. 롯데는 코로나 시절 처음 클래퍼를 응원도구로 도입하여 지금까지 유니폼에 따른 다양한 클래퍼를 발매하며 대표적인 응원도구로 쓰고있다.
그리고 구단별로 응원 도구의 색이 정해져 있다. SK는 빨간색, 삼성은 파란색 두산은 흰색, 기아는 노란색, LG는 빨간색, 키움은 분홍색, 한화는 주황색 등이다.
또, 구단별로 유니폼이 존재한다는 것도 하나의 특징이다. 야구에서 유니폼 응원은 정착된 문화이다. 많은 사람이 좋아하는 팀과 선수의 유니폼을 몇 벌씩 가지고 있고, 유니폼을 입음으로써 팀에 대한 소속감과 자부심, 연대감을 느끼기 때문이다. 구단의 특성을 담아낸 액세서리, 응원 도구 또한 비슷한 역할을 한다. 프로야구장 내에 팝업스토어 등을 운영하기 때문에 접근성과 상품에 대한 구매율이 높은 편이다.

### 응원단장과 치어리더
1982년 출범한 한국 프로야구는 한동안 표준적인 응원법이 없었다. 관중들이 주체가 되어 손뼉을 치고 즉흥적인 노래를 부르는 게 다였다. 하지만 1990년대가 지나면서 치어리더를 비롯한 공식적인 응원단이 등장하며, 오늘날의 프로야구의 응원이 만들어졌다. 오늘날 한국 야구응원을 주도하는 사람은 바로 치어리더와 응원단장이다. 각 구단에는 각각 치어리더는 4~5명과 응원단장 1명 정도가 존재한다. 응원단장의 구호에 맞춰 치어리더는 치어리딩을 한다. 기본적으로 구단별 응원가에 맞춰 응원을 준비하지만, 때에 따라서는 최신곡을 이용해 응원을 펼치기도 한다.

## 구장별 특색

### 구장별 먹거리
야구장 음식으로 대표적인 것은 치맥이다. 치킨과 맥주는 야구 관람을 한층 더 즐겁게 해준다. 구장별로 다양한 응원 먹거리들이 존재하는데 지역의 대표 음식인 경우가 많다.
대구 삼성 라이온즈 파크에서는 납작 만두, 부산 사직구장에서는 삼겹살과 케밥, 서울 잠실 야구장에서는 불족발과  불곱창, 광주-기아 챔피언스 필드에서는 족발, 대전 한화생명 이글스 파크에서는 대전역 가락국수, 수원 케이티 위즈 파크에는 진미통닭 등이 있다.
2016년 야구장 내 이동식 맥주 판매업이 허용되면서 야구장에서는 15kg 무게의 생맥주 통을 짊어지고 야구장 관중석을 누비는 ‘맥주보이'를 볼 수 있다. 하지만 야구장 내로 캔맥주는 반입할 수 없는데 이는 쾌적한 경기 관람과 쓰레기를 방지하기 위함이다.

### 구장별 응원석
각각의 야구장은 특색있는 응원석을 가지고 있다.
인천 SK 행복드림구장에는 T 그린존과 행복존, 바비큐존, 스카이박스존이 존재한다. T 그린존은 비스듬한 언덕에 잔디가 깔린 곳으로 텐트나 돗자리를 칠 수 있다. 사람이 적고, 바로 옆에 키즈파크가 있어 가족 단위의 관람객에게 추천한다. 행복존은 포수 뒤(백스탑)에 위치한 자리로 좌석에 테이블에 설치되어 있다. 바비큐 존은 인천 SK 행복드림구장의 명물로 직접 바비큐를 해먹을 수 있다. 약 200명을 수용할 수 있으며 우리나라 최초로 야구장에서 고기를 구워 먹을 수 있다는 점에서 의의를 가진다. 매점에서 그릴 대여가 가능하고, 고기도 판매하고 있다. 스카이박스는 방에서 경기를 관람할 수 있는 좌석으로 날씨에 구애받지 않는 좌석이다. 또, 외야석에 커플들의 데이트 장소로 인기가 많은 홈런 커플존이 있다.
잠실야구장의 익사이팅존은 선수들을 가장 가까이 볼 수 있다. 하지만 경기장과 가까운 만큼 안전에 유의해야 하기 때문에 헬멧을 대여해야 한다. 이 야구장의 테이블석은 테이블이 있어 소지품이나 음식을 두기 편하다.
수원 케이티 위즈 파크는 하이트펍과 플레이스테이션 라운지를 가지고 있다. 하이트펍은 국내 최초 스포츠 펍으로 티켓값안에 맥주 한잔과 음식이 포함되어 있다. 플레이스테이션 라운지는 라운지별로 배정된 룸에서 경기를 관람할 수 있고, 이름에 걸맞게 플레이스테이션도 있다.
한화 이글스 파크는 외야 잔디석과 외야 필드박스가 있다. 외야 잔디석은 피크닉 온 기분으로 야구를 즐길 수 있고, 외야 필드박스는 이름 그대로 박스 안에 들어가 야구를 관람할 수 있는 좌석이다. 그리고 사직야구장의 로케트배터리존은 사직구장의 글램핑장이라 할 수 있으며 야구관람과 캠핑을 동시에 즐길 수 있어, 가족 단위의 팬들에게 추천한다. 이 두 야구장에는 공통으로 '익사이팅존'이 존재한다. 이 존에서는 선수들의 역동적인 플레이를 가까이서 느낄 수 있다. 메이저리그 야구장처럼 그라운드와 같은 높이에서 야구를 관람할 수 있는 장소로 대전구장의 1, 3루가 이에 해당한다. 경기가 펼쳐지는 그라운드와 가장 가깝고 그라운드와 같은 눈높이에서 경기를 관전할 수 있는 좌석이라고 할 수 있다. 선수들이 던져주는 야구볼을 받을 수 있지만, 파울볼이 날라올 수 있기 때문에 어린이는 출입금지이다. 조금은 위험할 수도 있지만, 야구장을 가까이서 체험할 수 있는 좌석이다. 광주-기아 챔피언스 필드는 타이거즈 가족석이 유명하다. 가족끼리 테이블에 앉아서 편하게 관람할 수 있으며 4인석과 6인석으로 구성되어 있다.
마산종합운동장 야구장은 다이노스 매트리스석이 존재한다. 편안한 매트리스에 누워 경기를 관람할 수 있고, 양산과 비치타월을 대여해준다. 또, 나무 데크로 이뤄진 스탠드가 있다. 가족석으로 최대 6명이 앉을 수 있고, 파티도 할 수 있어 오붓한 시간을 보낼 수 있다. 열혈팬들이 일어나서 춤추면서 응원해도 아무 소리 하지 않는 공간이다.

## 구단별 응원문화
구단별로 독특한 응원 문화가 존재한다.
우선 롯데 자이언츠는 부산광역시를 기반으로 응원문화가 형성되어 있다. 롯데 자이언츠의 팬들은 야구에 대한 열정이 커, 다음과 같은 독특한 응원문화를 형성하기도 했다. 바로 신문지와 주황색 비닐봉지를 응원 도구로 이용한다는 것이다. 신문지는 반으로 접어 갈가리 찢은 다음 둘둘 말아 응원 도구로 만들고, 비닐봉지는 바람을 넣어 묶은 뒤 머리에 쓴다. 여성들은 봉지를 미키마우스 귀처럼 만들어서 쓰기도 한다. 비닐봉지의 경우, 처음에는 쓰레기를 처리하자는 의미에서 응원단 측에서 배부하던 것이었으나 관중들이 이를 응원 도구로 활용하기 시작하여 롯데 자이언츠의 대표 응원문화로 자리 잡게 되었다. 롯데 자이언츠에는 응원구호 또한 존재한다. 바로 아이들에게 파울볼과 홈런볼을 양보하라는 ‘아주라’와 상대 팀이 견제구를 던졌을 때 야유 대신에 외치는 ‘마(‘야’의 사투리, 앞으로 던지라는 뜻을 함축)’이다. ‘마’에 대응하기 위해 다른 구단의 응원단이 ‘와(‘왜’의 사투리)’등을 구호로 만들기도 했다.
우선 한화 이글스는 2009년부터 성적 부진으로 응원의 침체기를 겪었다. 이로 인해 한화이글스의 팬들이 대거 다른 구단으로 이동하였다. 하지만 새로운 트렌드를 잘 파악하여 다시 전성기로 부흥하려고 노력하고 있다. 한화 이글스의 경우에는 팬봇이라는 것을 활용하기 때문이다. 팬봇은 야구장에서 팀을 응원하고 싶지만 직접 가지 못하는 팬들을 위해 팬 소셜 치어링 캠페인의 일환으로 만든 응원 로봇이다. 언제 어디서든지 웹이나 모바일을 통해 응원 메시지를 올리면 실시간으로 팬봇에 전송되고,  팬봇이 들고 있는 전광판에 전송된 메시지가 뜨게 된다. 팬봇은 세계 최초로 한화 이글스에서 도입했으며 현장의 응원 열기를 높여준다. 경기 중 이벤트를 신청한 팬들의 사진이 팬봇 얼굴에 반영돼 팬들과 함께 호흡하려고 노력하는 모습도 보인다.
두산 베어스의 특징은 바로 원정응원을 가는 팬들이 많다는 것이다. 그리고 2015시즌 KBO 리그의 여성 관중 비율은 43.1%였는데, 두산 베어스의 여성 관중 비율은 리그 평균보다 약 10% 높은 53%로, 두산 베어스는 한국의 야구구단 중 가장 많은 여성 팬을 보유하고 있다. 또, KBO에서 유일하게 남/녀 파트가 따로 있는 선수 응원가가 있다. 원래는 일반적인 응원가였다가 점차 여성 팬 전용으로 특화되자 나중에는 팬들이 암묵적으로 남/녀 파트를 나눴다.
KIA 타이거즈는 광주광역시를 연고지로 해, 전라도에 많은 팬을 가지고 있다. 자기 팀의 성적이 부진하더라도 개의치 않고 응원을 하는데 이는 엘지 팬들의 특징과 비슷하다고 할 수 있다. 팬들도 많고 응원문화도 ‘최강기아’라는 말이 있을 정도로 열정적이다. 빨간색과 감색을 팀 컬러로 내세우고 있는 기아 타이거즈는 뜻밖에도 노란색 막대풍선을 쓰고 있다. 일부 KIA 팬들은 노란색 응원막대를 단무지라고 부르기도 한다.
키움 히어로즈는 팬 수는 적지만 소수정예 팬들로 이루어져 있다. 키움은 연고지 중심적인 다른 구단들과는 달리 언더독 성향이나 개인주의적인 성향의 팬들이 흡수되는 연고지 상관없이 팬들이 흡수되는 구조로 되어 있다. 구단에 대한 의리가 상당히 강한 편이나 프로야구 구단 중 응원문화가 조용한 편이다.

## 세계화
한국의 야구문화는 세계로 뻗어 나가고 있다. 그 예로 테임즈 응원가를 들 수 있다. 에릭 테임즈 선수는 원래 NC다이노스에 소속되어있는 선수였다. 그때 그의 응원가는 한국말로, "에릭 테임즈 날려라~"로 시작했다. 그러던 중 창원 NC 다이노스에서 MLB 밀워키로 복귀한 에릭 테임즈 선수는 2017년에 미국으로 돌아갔다. 이때 한국야구장에서 테임즈 선수를 응원할 때 쓰이는 응원가가 밀워키 홈구장에서 나오게 되는데, 한국 야구문화가 세계화가 된 결정적 순간이라고 할 수 있다. 그의 동료들의 반응 또한 인상 깊었는데 응원가의 존재에 대해 몰랐던 동료 선수들은 경쾌한 리듬의 응원가에 곧 흥미를 나타냈고 흥얼거리기까지 했다. 그리고 미국 메이저 리그 밀워키 브루어스는 구단 트위터를 통해 에릭 테임즈의 KBO리그 NC 다이노스 시절 응원가를 소개했다.

## 문제점

### 위기
구단 응원가를 둘러싼 저작권문제는 여전히 해결되지 않고 있다.
팬들에게 친숙한 응원가를 계속 사용하기 위해 구단들이 원저작권자와 협상하고 있지만, 합의가 이뤄지지 않아 응원가를 교체하거나 무단으로 계속 사용하고 있기 때문이다.
이에 원곡 작곡가들은 집단소송까지 준비했다. 각 구단 응원가는 지금까지 통상 저작권자의 동의 없이 원곡을 편곡하거나 개사하는 방식으로 만들어졌다. 하지만 이는 저작권법이 보호하고 있는 '저작 인격권' 침해라는 문제가 제기됐다. 저작권법은 크게 저작재산권과 저작인격권을 보호하고 있는데, 그동안 각 구단은 저작재산권에 대해서만 3000여만 원의 저작권료를 지급해왔다. 저작재산권은 저작자가 자신의 저작물에 대해 갖는 재산적인 권리를 뜻하는 말로, 보통 남에게 저작물을 이용하도록 허락하고 그 대가를 받는 경우가 대부분이다. 현재 문제가 되는 저작인격권은 저작자가 자신의 저작물에 대해 갖는 정신적·인격적 이익을 법률로써 보호받는 권리로, 여기에는 공표권·성명표시권·동일성유지권 등이 포함된다. 이 가운데 응원가와 관련해 이슈가 되고 있는 것은 동일성유지권이다. 동일성유지권은 저작자가 자신이 작성한 저작물이 어떠한 형태로 이용되더라도 처음에 작성한 대로 유지되도록 할 수 있는 권리를 말한다.
하지만 야구장에서 울려 퍼지고 있는 응원가는 대부분 원곡을 편곡·개사한 방식이기 때문에 원곡의 동일성을 훼손하고 저작인격권의 동일성유지권을 침해한다. 이 같은 법적 논란이 일자 각 구단은 올 시즌 시작 전 문제가 된 응원가의 저작권자와 사용에 관한 협의를 통해 저작권료를 부담하거나, 협의가 어려운 경우 응원가를 교체했다. 예컨대 스웨덴 그룹 '아바(ABBA)'의 'honey honey'를 개사해 많은 팬들의 사랑을 받은 두산 베어스 민병헌 선수의 응원가는 창작곡으로 교체됐다. 영화 '인디아나 존스'의 메인 테마곡 리듬을 따온 한화 이글스 정근우 선수의 응원가 역시 저작권료를 둘러싼 협상이 난항을 겪으면서 교체됐다. 넥센 히어로즈는 기존에 사용하던 응원가 27곡 가운데 1곡을 제외한 26곡 모두를 교체해 팬들이 거부 운동을 벌이기도 했다. 각 구단의 노력에도 논란은 이어지고 있다. 가수 박현빈의 노래 '앗 뜨거'의 작곡가인 김 모 씨는 최근 두산이 자신의 동의 없이 3년간 노래를 개사해 응원가로 사용한 사실을 알게 됐다. 김 씨의 항의로 두산은 응원가 사용을 중단했지만, 그동안 이용에 대한 보상을 두고 양측은 견해차를 보이고 있다. 삼성 라이온즈 역시 락밴드 '더크로스'의 노래를 무단으로 사용한 것으로 알려져 문제가 되고 있다. 이에 원곡 작곡가와 작사가 등 30여 명은 현재 8개 구단을 상대로 집단소송까지 준비하는데 이 문제가 법정 공방으로까지 이어질 가능성도 시사했다.

### 비판
한국 야구문화는 다음과 같은 문제점들을 가지고 있다. 첫 번째로 바로 아주라 문화이다. 이 문화는 자발적이기보다는 반강제이다. 이 문화는 원래 '어른들끼리 서로 공을 잡으려다가 싸움도 일어나니 애들 줘라~'에서 시작된 문화이다. 파울볼을 잡은 어른에게 공을 아이에게 '아 주라'라고 외치는 롯데만의 응원 방식이었다. 여기엔 아이에게 공을 줘서 추억을 남겨 주자는 따뜻함도 있었다.
하지만 강압적인 분위기에서, 억지로 뺏어가거나 어른이 아닌 학생이 잡은 공까지 가져가는 모습이 포착되는 등 아주라 문화를 변질시키는 비매너 관중들이 늘어나고 있기 때문에 아주라 문화에 대해 비판적인 시각이 늘어가고 있다. 인터넷상에서는 '아주라가 과연 훈훈한 문화인가'에 대한 논쟁이 끊이지 않고 있다. 일각에서는 아주라 문화를 '야구장 강도'라는 표현으로 칭하고 있다. '아주라'라는 구호를 외치기도 전에 아이에게 줘버려 아주라를 외치는 즐거움이 없어질 정도로 아주라 문화가 고착되었다는 평이 있다.
그리고 또 하나의 문제가 제시되고 있다. 바로 1990년대 이후로 프로야구의 응원문화가 틀에서 변화하지 않는다는 점이다. 물론 현재의 응원방법이 꼭 바뀌어야 하는 것은 아니지만, 일각에서는 야구응원문화에 신선한 변화가 필요하다고 말한다. 응원단이 만들어지고 나서 관중들에게 응원을 지시함에 따라, 프로야구의 응원이 상당히 수동적으로 변한 것도 사실이기 때문이다. 항상 같은 노래에 같은 패턴, 팀보다는 선수 개개인을 더 응원하는 응원 특성도 더 고민해봐야 하는 문제이다.
시끌벅적한 야구장의 응원문화는 경기를 관람하는 사람을 신나게 한다. 하지만 조용히 관람하고 싶은 관객에게는 이러한 분위기가 고역일 것이다. 그래서 한국의 야구장은 소음문제를 가지고 있다. 건설과정에서 합의가 이루어지지 않는 경우가 대부분이기에 앞으로 더 큰 피해를 가져올 수 있다.
기아 챔피언스필드 인근 아파트 주민들이 광주광역시와 KIA 타이거즈 구단을 상대로 제기한 야구장 소음 피해 등에 대한 손해배상 청구 소송 사례 등을 보아, 야구장 인근에 거주하는 주민들은 소음피해를 보고 있다. 또, 야간 조명도 주민들에게는 큰 피해를 주고 있다. KIA 챔피언스필드 야구장 근처에 사는 광주 북구 임동 1단지 한국아델리움 아파트 입주자들은 야간 경기가 열리는 날이면 대낮처럼 밝게 비추는 조명 탓에 고통을 호소하고 있다. 창문을 닫아도 비치는 경기장의 강한 조명 탓에 생활하는 방을 경기장 반대편 쪽으로 옮기는 등 불편한 생활을 하는 상황이다. 이에 주민들은 대한민국 국가인권위원회에 진정을 내고, 2016년 5월 8일에 추가 소송을 할 의사를 보였다.

## 같이 보기
- 대한민국의 축구 응원 문화